# Rustoord Clep
Het Rustoord Clep is een neoclassicistisch bouwwerk in de tot de West-Vlaamse gemeente Alveringem behorende plaats Hoogstade.

## Geschiedenis
Het rustoord voor ouderen werd gesticht door een legaat van de in 1871 overleden Joseph Clep en gebouwd van 1873-1876 als Gesticht Clep of Godshuis Clep. Het werd bediend door de Zusters van Liefde uit Kortemark. Het tehuis werd gebouwd in neoclassicistische stijl onder architectuur van François Herninx.
Op 29 januari 1915 werd het rusthuis gekozen als plaats voor het Belgian Field Hospital, dat voordien in het Bisschoppelijk College te Veurne was gevestigd, maar daaruit moest verdwijnen om veiligheidsredenen. Rusthuis Clep lag dicht genoeg bij het front om gewonden aan te voeren, en toch ver genoeg om buiten het bereik van het Duitse geschut te blijven. Vooral na de Duitse aanval met chloorgas, op 22 april 1915, bewees het ziekenhuis goede diensten. Hier werden vooral zwaargewonden geopereerd, maar nog altijd zouden 1320 gewonde militairen er overlijden. Het ziekenhuis kon zich verheugen in bezoeken van Koning Albert en Koningin Elisabeth.
In 1961 verlieten de Zusters van Liefde het rustoord, en ze werden opgevolgd door de Zusters van Maria van Vladslo. Toen werd ook de benaming Rustoord Clep ingevoerd. Er vond een ingrijpende verbouwing plaats welke in 1965 werd voltooid. In 1980 werd een nieuwe vleugel aangebouwd. In 2013 verhuisden de ouderen naar een nieuw zorgcentrum,  't Hoge genaamd, te Alveringem. In 2014 vestigde zich De Passage in het rusthuiscomplex, een opvangcentrum voor dak- en thuislozen.

## Gedenkplaat
In de gevel zijn twee bronzen gedenkplaten aangebracht, welke herinneren aan de functie van het gebouw als veldhospitaal.